# 1992 год в истории общественного транспорта
В этой статье перечисляются основные события из истории общественного транспорта (прежде всего трамваев, троллейбусов и автобусов) в 1992 году. Информация об истории метрополитенов и железнодорожного транспорта находится в отдельных статьях.

## События

### В РФ

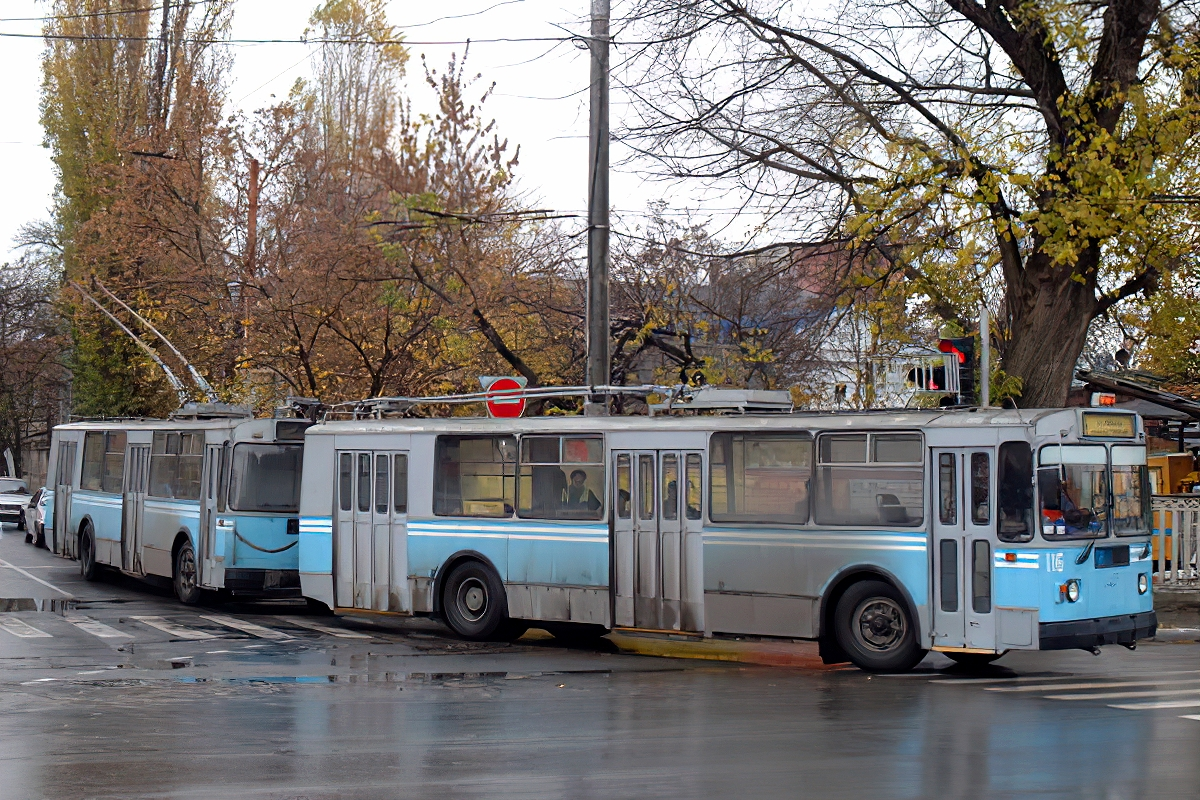
Троллейбусный поезд из троллейбусов ЗиУ-9, соединённых по системе Владимира Веклича в Краснодаре

#### Москва

##### Маршруты
- 23 июня — открыт автобусный маршрут № 2: 4-й мкрн Митино — Метро Тушинская.
- 25 июня — открыт автобусный маршрут № 5: 9-й мкрн Солнцево — Платформа Переделкино.
- Открыт автобусный маршрут № 152: 4-й мкрн Митино — Пенягино.
- Открыт автобусный маршрут № 218к: Метро Академическая — Метро Каховская.
- Открыт автобусный маршрут № 262: Метро Битцевский парк — Бульвар Дмитрия Донского. 5 июня открыт автобусный маршрут № 522: Гостиницы ВДНХ — Хлебниковский пляж. 6 июля открыт автобусный маршрут № 523: Заревый проезд — ТЭЦ-северная. 18 сентября открыт автобусный маршрут № 575: Метро Тушинская — Посёлок Юрлово.
- Автобусный маршрут № 720 продлён до Улицы Академика Варги.
- Автобусный маршрут № 730 продлён до Станции Павшино.
- Автобусный маршрут № 735 продлён до Посёлка Милицейского.
- Закрыт автобусный маршрут № 45 66-й квартал Кунцево — Киевский вокзал (позже будет восстановлен под номером 840 и этой же трассой).
- Автобусный маршрут № 45к 66-й квартал Кунцево — Метро Кунцевская перенумерован в 45.
- Автобусный маршрут № 107к работает на участке Метро Филёвский парк — Больница № 1 под номером 107.
- Закрыт автобусный маршрут № 89 Улица Герасима Курина — Метро Китай-Город.
- Закрыт автобусный маршрут № 108: Севастопольский проспект — Метро Парк Культуры.
- Закрыт автобусный маршрут № 193: Проезд Карамзина — Метро Ясенево.
- Закрыт автобусный маршрут № 541: Метро Тушинская — Николо-Урюпино (позже будет восстановлен и окончательно передан МТА в 2014 году).
- Закрыт автобусный маршрут № 616: Метро Калужская — Метро Битцевский парк.
- Закрыт автобусный маршрут № 804: Улица Рокотова — 5-й мкрн Тёплого Стана.
- Автобусный маршрут № 11 работает на участке Улица Герасима Курина — Станция Очаково, оттянутый разворот через Метро Пионерская — отменён.
- Автобусный маршрут № 567 работает на участке Улица Герасима Курина — Немчиново, движение до Киевского вокзала, а также заезд на Беловежскую улицу — отменены.
- Автобусный маршрут № 610 укорочен до Метро Кунцевская.
- Автобусный маршрут № 132 укорочен до Киевского вокзала.
- Автобусный маршрут № 42 укорочен до Метро Проспект Вернадского.
- Автобусные маршруты №№ 62 и 102 укорочены до Станции Тушино.
- Автобусный маршрут № 66 укорочен до Метро Юго-Западная (позже будет вновь продлён).
- В связи с реконструкцией Багратионовского проезда, автобусный маршрут № 109 работает на участке Улица Герасима Курина — Метро Фили и следует через Улицу Барклая.
- Автобусный маршрут № 178 временно продлён до Метро Фили.
- Автобусный маршрут № 69 работает на участке Фили — Метро Краснопресненская, движение до Дорогомиловского рынка — отменено.
- Автобусный маршрут № 811к перенумерован в 811. Открыт троллейбусный маршрут № 85: Метро Профсоюзная — Проезд Карамзина. Открыт троллейбусный маршрут № 20к: Второй часовой завод — Серебряный бор. Открыт троллейбусный маршрут № 22к: Электрозаводский мост — 16-я Парковая улица.

##### События
- 4 сентября — в Москве полностью прекращено трамвайное движение по Автозаводскому мосту.

#### Другие уголки
- В Краснодаре[1] началась эксплуатация троллейбусных поездов[2][3] Владимира Веклича[4][5], состоящих из двух машин ЗиУ-682.
- В Сумах[1] началась эксплуатация троллейбусного поезда[2] Владимира Веклича[4] состоящего из двух машин ЗиУ-682[6].

### В других руспубликахСССР

#### Грузия
- временно закрыт троллейбус в Зугдиди и Поти.

##### Абхазия
- временно закрыт троллейбус в Сухуми.

#### Молдавия
- 1 мая — запущен троллейбус в Солонцены.

### В мире
- США — открыто трамвайное движение в городе Балтимор.
- Босния и Герцеговина — в апреле временно прекращено троллейбусное движение в городе Сараево.
- Италия — прекращено троллейбусное движение в городе Чиети.
- Иран — 14 сентября открыто троллейбусное движение в городе Тегеран.
- Северная Корея — 17 апреля открыто троллейбусное движение в городе Канге.
- Турция — в сентябре прекращено троллейбусное движение в городе Измир.
- Канада — 31 декабря прекращено троллейбусное движение в городе Гамильтон.
- Уругвай — 26 января прекращено троллейбусное движение в городе Монтевидео.